# Saint-Germain-sur-Bresle
Saint-Germain-sur-Bresle är en kommun i departementet Somme i regionen Hauts-de-France i norra Frankrike. Kommunen ligger i kantonen Hornoy-le-Bourg som tillhör arrondissementet Amiens. År 2022 hade Saint-Germain-sur-Bresle 219 invånare.

## Befolkningsutveckling
Antalet invånare i kommunen Saint-Germain-sur-Bresle
| Referens: INSEE |